# Trans500
Trans500 es un estudio y productora de cine pornográfico estadounidense creado en 2011 y radicado en Miami (Florida), especializado en la creación de películas de temática transexual con actrices pornográficas transexuales, si bien también contrata para sus películas actrices femeninas reconocidas del sector.
La idea de fundar tanto el estudio como su página web se remontan a 2008, cuando uno de sus fundadores principales, Josh Stone, contempló la falta de relevancia del mercado pornográfico de temática transexual en las principales distribuidoras. Si bien, en ese momento, no se consolidó nada, esa idea sí lo haría en 2011, posicionándose como una nueva ventana de mercado. Junto a Stone, Trans500 fue fundada con Justin Slayer y Asante Stone, que decidieron radicar la empresa en Florida en lugar de California, donde estaban la mayoría de empresas.
Ha trabajado con las principales actrices transexuales, con nombres como Aubrey Kate, Korra Del Rio, Domino Presley, Chanel Santini, Carla Novaes, Natalie Mars, Wendy Williams, Jonelle Brooks, Kylie Maria, Vaniity, Eva Lin, Venus Lux, Natassia Dreams, Sarina Valentina, Sunshyne Monroe, Sienna Grace, Foxxy, Chelsea Marie, Tiffany Starr o Jessy Dubai, entre otras.
Cuando en junio de 2015 se hizo pública la aparición en la portada de Vanity Fair de Bruce Jenner, exmarido de Kris Jenner, como Caitlyn Jenner, Trans500 aprovechó la ocasión y en agosto de ese año anunció su particular adaptación tanto de dicha imagen como de una historia para su estudio, con Jonelle Brooks imitando en la carátula la pose de Caitlyn Jenner y con el nombre de Kaitlyn Gender. Si bien no estuvo exenta de polémicas por el uso y el trasfondo de la historia, la cinta ganó en 2016 el Premio XBIZ al Mejor lanzamiento transexual y el de Mejor lanzamiento en DVD de los Premios Transgender Erotica.
Además de títulos independientes como American TGirl Sex, Black Shecock Strokers, Carla Novaes Uncut, Meet The Monsters o Transsexual Threesomes, entre otras, Trans500 ha destacado por sus diversos seriales, como Big Booty T Girls, Monstercock Trans Takeover, Transsexual Sexcapades, o TS Cock Strokers.